# Emirat von Granada
Das Emirat von Granada (arabisch إمارة غرﻧﺎﻃﺔ, DMG Imārat Ġarnāṭa), auch bekannt als Königreich Granada oder Sultanat Granada, war ein von 1238 bis 1492 bestehendes muslimisches Staatswesen in Andalusien im heutigen Spanien. Seine Hauptstadt war Granada. Begründet und beherrscht wurde es von der Dynastie der Nasriden, deren letzter Emir Muhammad XII. „Boabdil“ die Herrschaft am 2. Januar 1492 an das in Kastilien herrschende Königspaar Isabella I. und Ferdinand V. 
verlor. Mit dem Ende des Emirats von Granada verschwand das letzte muslimisch beherrschte Territorium der Iberischen Halbinsel.

Königreich Granada (um 1490)

## Vorgeschichte
Als die Araber und Berber auf die Iberische Halbinsel kamen, existierte auf dem Gebiet der späteren Stadt Granada bereits eine Niederlassung mit zwei kleinen Siedlungen: Iliberis (Elvira), hinter der heute der Albaicín und die Alcazaba vermutet wird, und Garnata, auf dem Hügel gegenüber, das eher ein Stadtviertel von Iliberis war. Die Araber nannten diesen Ort Garnat Al-Yahud (= „Granada der Juden“).
Im Jahr 711 unterwarf der Berberführer Tariq (طارق) Iliberis. Zwei Jahre später beherrschte Abd al-Aziz nach einer Rebellion definitiv das ganze Territorium. Im Jahr 740 gab es eine weitere Rebellion der nordafrikanischen Berber, die sich über die gesamte Halbinsel ausdehnte. Aus diesem Anlass eilten syrische Truppen herbei, um sie zu bekämpfen. Sie besiegten die Syrer auf dem Territorium der Halbinsel, und aus diesem Grund wurden ihnen Ländereien an verschiedenen Orten überlassen, unter anderem in Iliberis, das damals schon „Elvira“ hieß.
In der Zeit des unabhängigen Emirats von Córdoba, im Jahre 756, war die arabische Bevölkerung schon in zwei Siedlungszentren vorzufinden: im Albaicín und in der Alhambra („die Rote“, الحمراء). Jahre nach dem Tod von Almansor (المنصور) im Jahre 1010 existierte hier eine schon als Garnata bekannte Stadt, die in einem Bürgerkrieg zerstört wurde – Clanstreitigkeiten der Berber bzw. Muslime waren damals häufig.

## Geschichte des Reiches von Granada

### Das erste Taifa-Königreich der Ziriden
Im Jahr 1013 nahm die nordafrikanische und durch Zawi ibn Ziri begründete Ziriden-Dynastie Garnata ein und konstituierte sich als unabhängiges Taifa-Königreich, das bis zu seinem Erlöschen im Jahr 1090 bestand; ab diesem Zeitpunkt herrschten die Almoraviden (المُرَابطون), und obwohl die inneren Kämpfe weitergingen, errichtete man öffentliche Bauten und verschönerte die Stadt. Als die inneren und äußeren Konflikte ohne Lösung andauerten, baten die Statthalter im Jahr 1146 ein neues Volk aus dem Norden Afrikas um Hilfe: die Almohaden.
Aber nach der für die Almohaden verlustreichen Schlacht bei Las Navas de Tolosa breitete sich eine Anarchie quer durch alle Taifa-Königreiche aus. Mit dem Aufstand des Ibn Hud bei Murcia und dessen Ausweitung auf ganz Andalusien brach das Regime der Almohaden endgültig zusammen. Ibn Hud konnte das Land nicht gegen Kastilien und León verteidigen; in den Jahren 1230/31 erlitt er mehrere Niederlagen und musste Tribute an die Christen entrichten.

### Das Nasriden-Reich

#### Anfänge

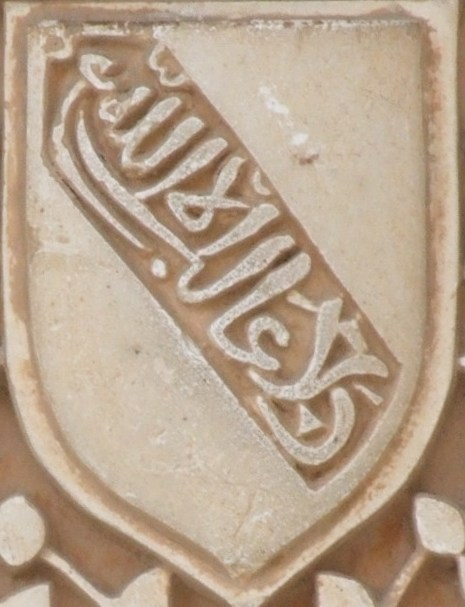
Wa-lā ghāliba illā llāh, Es gibt keinen Sieger außer Allah – das große nasridische Motto

Stilisierte Version

Das Emirat der Nasriden von Granada konsolidierte sich nach der Niederlage bei Las Navas von Tolosa. Es war der letzte islamische Staat der Halbinsel und hielt sich bis zum Jahr 1492. Es gibt nur wenige Daten über seine staatliche Organisation und seine Institutionen, aber es waren grundsätzlich diejenigen, die sich mit dem Kalifat von Córdoba entwickelten: Wesire, Kadis, Steuereintreiber usw., mit dem Malik als Gesetzgeber und mit absoluter Macht ausgestattet; die Struktur des Nasriden-Reichs war erheblich absoluter als das der christlichen Könige, da kein Adel existierte, der ihnen Widerstand leisten konnte.
Das Emirat von Granada und die Dynastie der Nasriden haben ihren Ursprung in der Person des arabisch-stämmigen Muhammad Yusuf ben Nasri 'Alhamar', der 1232 zum Sultan ausgerufen wurde. Muhammad ibn Yusuf ibn Nasri wurde als Sultan von den Oligarchien von Guadix, Baza, Jaén, Málaga und Almería anerkannt. Im Jahr 1234 erklärte er sich zum Vasallen von Córdoba, aber nur zwei Jahre später (1236) eroberte Ferdinand III. Córdoba und Muhammad ibn Yusuf ibn Nasri bemächtigte sich der Macht in Granada. Muhammad I. wurde gegenüber Ferdinand III. lehnspflichtig, was ihm andererseits eine gewisse Unabhängigkeit garantierte.
Im Jahr 1237/38 besetzte Muhammad ibn Nazar (oder Nasr, genannt al-Hamar „der Rote“ الحمر, denn er hatte einen roten Bart) die alte Alhambra. Er war der Begründer der Dynastie der Nasriden (die dreiundzwanzig granadinische Emire hatte) und Wiederbegründer des Emirats von Granada. Aber im Jahre 1246 bemächtigte sich Ferdinand III. der Stadt Jaén, um seine Eroberungen im Tal des Guadalquivir zu festigen. Muhammad I. musste Ferdinand III. huldigen und als Herrn anerkennen, um 20 Jahre Frieden zu erreichen und so sein Herrschaftsgebiet zu erhalten. Das Emirat überlebte, obwohl es Territorien verlor, bis 1492. Die Monarchie blieb erhalten dank der Konzessionen an die Christen, die ihrerseits ihre Eroberungen festigen mussten, und dank der Verträge mit den Meriniden des Maghreb, die auf die islamische Solidarität bauten.
Muhammad I. erwarb sich das Recht, in seinem Reich eine Verwaltungsstruktur zu schaffen, die erkennbar der der Umayyaden von Córdoba glich. Außerdem hatte er eine für die Verteidigung sehr günstige geographische Lage, um Beziehungen mit den Christen und den Muslimen des Maghreb zu knüpfen. Trotzdem sollte das Gebiet immer übervölkert bleiben, was einerseits Probleme, andererseits eine ziemlich mannigfaltige Wirtschaft mit sich brachte.
Unter Muhammad II. al-Faqih (1272–1302) begannen die Meriniden von Marokko Truppen nach Andalusien zu schicken, so dass die Nasriden die Meriniden als ihre Oberherren anerkennen mussten. Erst im Jahr 1340 wurden die Meriniden von Kastilien in der Schlacht am Salado entscheidend geschlagen und mussten sich nach Afrika zurückziehen. Von nun an konnten die Nasriden im Kampf gegen Kastilien keine Unterstützung aus Nordafrika mehr erwarten. Wirtschaftlich geriet Granada in die Abhängigkeit von Aragón und Genua, die den Außenhandel des Emirats über die Häfen von Almería und Málaga kontrollierten.
In den Jahren 1305/06 bemächtigte sich Granada der nordafrikanischen Hafenstadt Ceuta, um die Straße von Gibraltar unter seine Kontrolle zu bringen, und rief damit ein Großbündnis der Meriniden mit den christlichen spanischen Königreichen hervor. Im Jahre 1309 eroberte das Königreich Fès, dank aragonesischer Hilfe, Ceuta zurück.

#### Höhepunkt
Die glanzvollsten Regierungszeiten waren die von Yusuf I. (1333–1354) und Muhammad V. (1354–1359), in denen die Kultur und die Wirtschaft ihre höchste Blüte erreichten. In dieser Zeit konnten die Nasriden die Kontrolle über die Meerenge von Gibraltar zurückgewinnen und den Handel ausweiten. Gleichzeitig wurde Granada stark ausgebaut und es wurden mehrere Paläste in der Alhambra, u. a. der Löwenhof, errichtet.
Im Jahr 1384 entriss das Emirat von Granada die Stadt Ceuta dem Königreich Fès, das es drei Jahre später jedoch zurückerobern konnte. Im Jahr 1415 wurde Ceuta von den Portugiesen erobert, die es später an Spanien abtreten mussten.

#### Niedergang

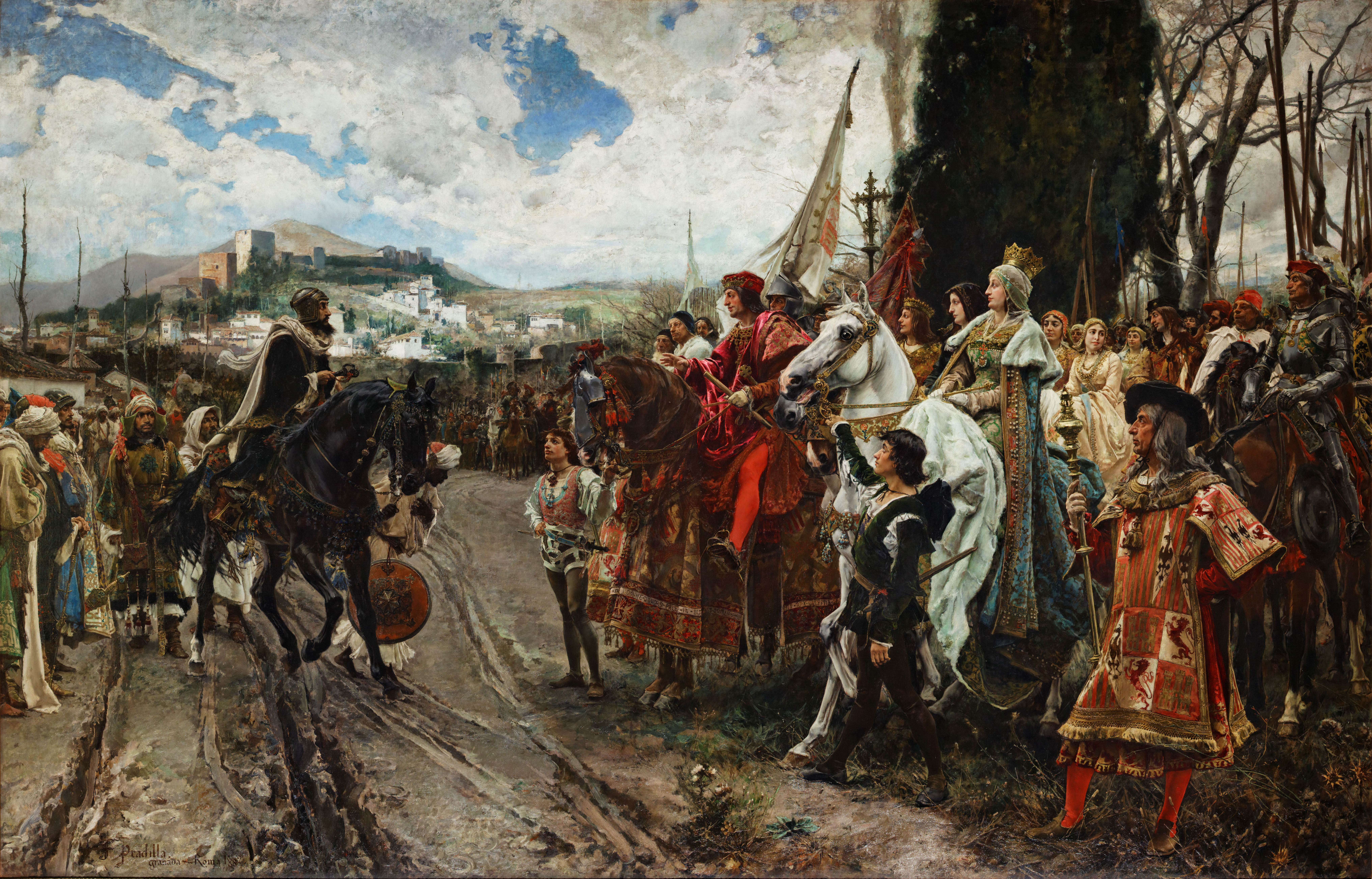
Muhammad XII. begegnet Isabella I. von Kastilien und Ferdinand II. von Aragón, Historienbild von Francisco Pradilla y Ortiz (1882)

Von diesen Königen an sollten die dynastischen Kämpfe der Thronprätendenten der allgemeine Tenor sein. Die Erbstreitigkeiten bewirkten, dass die Existenz des Emirats von Granada vom Wohlwollen der Könige von Kastilien und den Gleichgewichtsverhältnissen mit den Königen von Aragón abhing.
Als im 15. Jahrhundert mehrere Familienclans um die Macht im Reich kämpften, begann der Niedergang des Emirats. Granada verlor allmählich an Territorium: Auch wenn einige Angriffe Kastiliens abgewehrt werden konnten, ging Gibraltar 1462 endgültig verloren. Zwar konnte das Reich unter Abu l-Hasan Ali (1464–1482) zeitweise wieder befriedet und konsolidiert werden, doch gewann Kastilien nach der Etablierung der Personalunion mit Aragón durch die Ehe der beiden Herrscher (1479) ein erdrückendes Übergewicht. Der Krieg um Granada, auf Seiten der christlichen Königreiche mit den Eheleuten Ferdinand II. von Aragón und Isabella I. von Kastilien an der Spitze, begann im Jahre 1482 und endete infolge der schwierigen geographischen Bedingungen erst zehn Jahre später. Das durch die Personalunion der beiden Königreiche, die alle anderen spanischen Königreiche dominierten, vereinigte Spanien beschäftigte sich mit der systematischen Eroberung des Emirats, während die Muslime ihre Kräfte in einem Bürgerkrieg erschöpften. Granada musste im Jahr 1492 kapitulieren. Dies bedeutete das Ende der muslimischen Staatlichkeit auf der Iberischen Halbinsel.

## Territoriale Grenzen
Zum Zeitpunkt seiner größten Ausdehnung umfasste das Emirat von Granada die heutigen Provinzen Córdoba, Cádiz, Almería, Málaga und Granada sowie Teile der heutigen Provinz Jaén und der heutigen Provinz Sevilla, aber es wurde bis in das 15. Jahrhundert kleiner und umfasste nur noch die heutigen Provinzen Granada, Almería und Málaga. Die Stadt Granada verwandelte sich in eine der blühendsten Städte Europas und zählte 50.000 Einwohner. Im Albaicín lebten die Handwerker und der Rest der Bevölkerung in der Ebene in Richtung Süden mit großen Gewerben, Zollämtern und der Madrasa, المدرسة (Koranschule).

## Nach dem Ende

Christliches Wappen des Königreiches nach dem Fall

Der Granatapfel bildet noch heute die untere Spitze des spanischen Staatswappens.

Nach der kastilischen Eroberung am 2. Januar 1492 bildete das Königreich Granada einen Teil der Krone Kastiliens. Sein Symbol – der Granatapfel – wurde in das Wappen der Spanischen Monarchie integriert und hat dort bis heute seinen Platz.
In der Kapitulationsvereinbarung von 1491 wurde den Muslimen zwar Religionsfreiheit zugesichert, doch wanderte die politische, wirtschaftliche und religiöse Führungsschicht nach Afrika oder in den Vorderen Orient aus. Die restlichen, teilweise zwangsbekehrten, Morisken genannten Muslime wurden nach Aufständen in Granada (1499 und 1569–1571) aus Spanien ausgewiesen (1609, 1611).
Das Königreich Granada als politische Einheit bestand bis zum Ende des „Alten Regimes“ im Jahre 1833.

## Bezeichnung
Zur Zeit der Nasridenherrschaft wurde Granada nur in den christlichen Chroniken als „Königreich“ bezeichnet, da die Spanier den Titel „Emir“ mit dem eines Königs gleichsetzten. Offiziell wurde es erst nach 1492 als „Reino de Granada“ bezeichnet, nachdem es in das Königreich Kastilien eingegliedert worden war. Die Herrscher von Granada führten wechselnde Titel. Der erste Herrscher Muhammad I. ibn Nasr hatte sich 1232 zum „Sultan“ ausrufen lassen, musste sich jedoch später zum Vasallen Kastiliens erklären. Die meisten Herrscher von Granada führten den arabischen Quellen zufolge den Titel „Emir“.

## Herrscher von Granada
Könige von Ziri
- Zawi ibn Ziri (1013–1019)
- Buluggin ibn Zawi (1019)
- Habbus Maksan (1019–1038)
- Badis Habbus (1038–1071)
- Buluggin Badis
- Abdallah Buluggin (1071–1090)

Emire der Nasriden
- Muhammad I. 'Alhamar' (1237–1273)
- Muhammad II. al Faqih (1273–1302)
- Muhammad III. (1302–1309)
- Nasr (1309–1314)
- Ismail I. (1314–1325)
- Muhammad IV. (1325–1333)
- Yusuf I. (1333–1354)
- Muhammad V. (1354–1359) abgesetzt
- Ismail II. (1359–1360)
- Muhammad VI. (1360–1362)
- Muhammad V. (1362–1391) wiedereingesetzt
- Yusuf II. (1391–1392)
- Muhammad VII. (1392–1408)
- Yusuf III. (1408–1417)
- Muhammad VIII. (1417–1419) abgesetzt
- Muhammad IX. (1419–1427) abgesetzt
- Muhammad VIII. (1427–1429) wiedereingesetzt, abgesetzt; † 1431
- Muhammad IX. (1429–1431) wiedereingesetzt, abgesetzt
- Yusuf IV. (1432)
- Muhammad IX. (1432–1445) wiedereingesetzt, abgesetzt
- Muhammad X. (1445) abgesetzt
- Yusuf V. (1445–1446) abgesetzt
- Muhammad X. (1446–1448) wiedereingesetzt, abgesetzt
- Muhammad IX. (1448–1453) wiedereingesetzt
- Muhammad XI. (1453–1454) abgesetzt
- Abu Nasr Saʿd (1454–1462)
- Yusuf V. (1462) wiedereingesetzt, abgesetzt
- Abu Nasr Saʿd (1462–1464) wiedereingesetzt, abgesetzt; † 1465
- Abu l-Hasan Ali „Muley Hacén“ (1464–1482)
- Muhammad XII. „Boabdil“ (1482–1483)
- Abu l-Hasan Ali „Muley Hacén“ (1483–1485) wiedereingesetzt
- Muhammad XIII. „El Zagal“ (1485–1486) abgesetzt
- Muhammad XII. „Boabdil“ (1486–1492) wiedereingesetzt